# جورج دي كابريو
جورج بول دي كابريو (بالإنجليزية: George Paul DiCaprio)‏ (و. 1943  م) هو فنان، وكاتب أمريكي، ولد في الولايات المتحدة.

## وصلات خارجية
- جورج دي كابريو على موقع IMDb (الإنجليزية)
- جورج دي كابريو على موقع كينوبويسك (الروسية)

- جورج دي كابريو في قاعدة بيانات الأفلام على الإنترنت